# Euproctis glaphyra
Euproctis glaphyra är en fjärilsart som beskrevs av Collenette 1935. Euproctis glaphyra ingår i släktet Euproctis och familjen tofsspinnare. Inga underarter finns listade i Catalogue of Life.